# Речица (Почепский район)
Речица — посёлок в Почепском районе Брянской области. Административный центр Речицкого сельского поселения.Расположен  в 5 км от районного центра города  Почепа и в 3 км от железнодорожной станции Почеп. В 1 км от Речицы протекает река Судость, а в 3 км от поселка протекает лесная речушка Рожок. На окраине поселка протекает малая речушка Речица.

## География
Посёлок Речица находится у южной окраины районного центра, на шоссе Брянск-Гомель.

## Население
| 2010 | 2013  |
| ---- | ----- |
| 2227 | ↗2241 |

## История
Упоминается с XVIII века как хутор с винокуренным заводом, в составе 2-й Почепской сотни Стародубского полка.
Официальных данных о происхождении названия населенного пункта нет. Но можно предположить, что поселок был назван так в честь братьев Речицких, которые владели данным поселком примерно в XVIII-XIX веках. Небольшую живописную  речушку на окраине поселка назвали  - Речица, так как она проходит по территории поселка с одноименным названием.
С 1861 года входил в Пьянорогскую волость. С конца XIX века входил в Почепскую волость.
С 1874 года и вплоть до Октябрьской революции 1917 года по разделу наследства с братьями Речицкими, хутором владел граф Константин Петрович Клейнмихель. Именно с момента владения поселком графом Клейнмихелем, в Речице были построены сахарорафинадный и хмельной заводы, которые сразу после постройки стали выпускать свою продукцию.
Со стороны Речицкого хутора к городу Почепу примыкал сосновый лес. В нем разрешалось рубить «сколь угодно своей потребности», а торговать рубленым, строжайше было запрещено.
В 1888 году владелец имения граф К.Т.Клейнмихель за 20 тысяч рублей продал на сруб купцам Мейеру Зельдевичу и Шендеру Лозинскому 2600 десятин леса. Предприимчивые купцы поставили на Речицком хуторе два небольших завода; смолокурный и паровой - лесопильный.
Невысокие цены обеспечивали удобный и быстрый сбыт. И вскоре один из уездных руководителей начала 20 века, находясь в городе Почепе, составил для земской управы такую запись: «Леса в районе Почепа нет, только по сенокосам разбросана лозовая поросль, которая, как шутят местные жители, и на метлу не способна».
После Великой Октябрьской революции в 1919 году на базе поместья графа Клеймихеля был создан совхоз Речица. В наследство от помещика крестьянам осталось три дома, барак, амбар, гумно, две конюшни, свинарник, коровник и кое-какой скот.
Вначале совхоз Речица располагал 90 га пашни, 12га сада. А в 1925 году в Речице появился первый трактор,  трактористом которого был И. Солманов.В XIX веке также были построены свеклосахарный и пивоваренный заводы.
В 1964 г. Указом Президиума ВС РСФСР поселок центральной усадьбы совхоза «Речица» переименован в Речица.
В 1974 году начато строительство птицефабрики клеточного содержания. Отапливалась котельной, работавшей на мазуте. В настоящее время реконструирована АО "Куриное Царство-Брянск" в БЦ "Речица-1". 
До 1977 года числился в Первомайском, Витовском сельсовете.

## Население
| 2010 | 2013  |
| ---- | ----- |
| 2227 | ↗2241 |

## Инфраструктура
В посёлке имеются Дом культуры, библиотека, средняя школа (Муниципальное автономное общеобразовательное учреждение «Речицкая средняя общеобразовательная школа»), детсад, фельдшерско-акушерский медпункт.